# Bromelia charlesii
Espèce
Classification phylogénétique
Bromelia charlesii est une espèce de plantes à fleurs de la famille des Bromeliaceae, endémique du Brésil et décrite en 2009.

## Distribution
L'espèce est tropicale et endémique de l'État de Bahia à l'est du Brésil.

## Description
L'espèce est hémicryptophyte.